# Agriculture en Libye

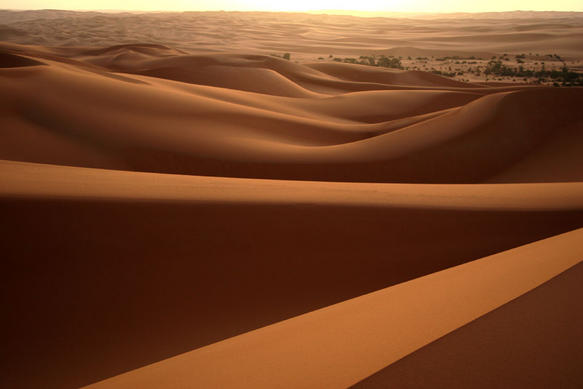
Paysage désertique en Libye, 90% du pays est désertique

Bien que l'agriculture en libye soit le deuxième secteur de l'économie, la Libye dépend des importations pour la plupart des produits alimentaires. Les conditions climatiques et la pauvreté des sols limitent la production agricole, et la production alimentaire nationale satisfait environ 25 % de la demande. Les conditions intérieures limitent la production, tandis que la croissance des revenus et de la population a augmenté la consommation alimentaire,. En raison des faibles précipitations, les projets agricoles tels que l'oasis de Koufra dépendent des sources d'eau souterraines,. La principale source d'eau agricole de la Libye reste la Grande rivière artificielle (GMMR), mais des ressources importantes sont investies dans la recherche sur la désalinisation pour répondre à la demande croissante.

## Histoire
Historiquement, l'agriculture libyenne a eu une relation inverse à la croissance de l'industrie pétrolière. En 1958, l'agriculture représentait plus de 26 % du PIB. Bien que la production agricole brute soit restée relativement constante, l'augmentation des revenus pétroliers a entraîné une baisse de la part de l'agriculture dans le revenu national. L'agriculture représentait 9 % du PIB en 1962, 2 % en 1978, 3,5 % en 1984 et 5,6 % en 1997. En 1977, les prix des denrées alimentaires importées étaient 37 fois plus élevés qu'en 1958. Cependant, si une grande partie de la richesse pétrolière a été dépensée pour l'importation de denrées alimentaires, cela n'a pas été nécessairement dérangeant. Le secteur agricole des années 1950 masquait une grande pauvreté, une faible productivité et des alternatives limitées. Les pétrodollars ont fourni des emplois urbains, ce qui a entraîné une augmentation de l'exode rural. En 1961-63, les prêts accordés par le gouvernement pour acheter des terres aux colons italiens ont encouragé les citadins à acheter des terres pour les loisirs plutôt que pour l'agriculture, ce qui a eu pour effet de gonfler les valeurs et de réduire la production.

### Agriculture depuis 1962
Depuis 1962, l'agriculture fait l'objet d'une plus grande attention. Le gouvernement a commencé à offrir des incitations aux propriétaires absents afin d'encourager l'utilisation productive des terres et a lancé des politiques salariales agricoles. L'agriculture a été la pierre angulaire du plan de développement de 1981-85, accordant une grande priorité au financement du projet GMMR, conçu pour acheminer l'eau des aquifères de Sarir et Koufra. En 1981, la Banque agricole libyenne (en) a accordé des crédits agricoles pour un total de près de 10 000 prêts d'un montant moyen de près de 1 500 dinars chacun. Cela peut expliquer pourquoi de nombreux Libyens (près de 20 % de la population active en 1984) sont restés dans le secteur agricole. En 1997, environ 17 % de la population active travaillait dans l'agriculture.
En 1984, la Libye a importé plus de 2 millions de tonnes de céréales (contre 612 000 tonnes en 1974). Toujours en 1984, l'indice moyen de la production alimentaire par habitant indiquait une baisse de 6 % entre 1974 et 1976. Tout au long des années 1980, environ 70 % des besoins alimentaires de la Libye ont été importés. En 1998, la production céréalière s'élevait à 207 000 tonnes et ne couvrait que 15 % des besoins du pays,,.

## Production
La Libye a produit en 2018 :
- 348 mille tonnes de pommes de terre ;
- 236 mille tonnes de pastèque ;
- 215 mille tonnes de tomates ;
- 188 mille tonnes d'olives ;
- 183 mille tonnes d'oignon ;
- 176 mille tonnes de dattes ;
- 138 mille tonnes de blé ;
- 93 mille tonnes d'orge ;
- 72 mille tonnes de légumes ;
- 60 mille tonnes de prune ;
- 53 mille tonnes d'orange ;

Outre les productions plus modestes d'autres produits agricoles.

## Utilisation des terres et irrigation

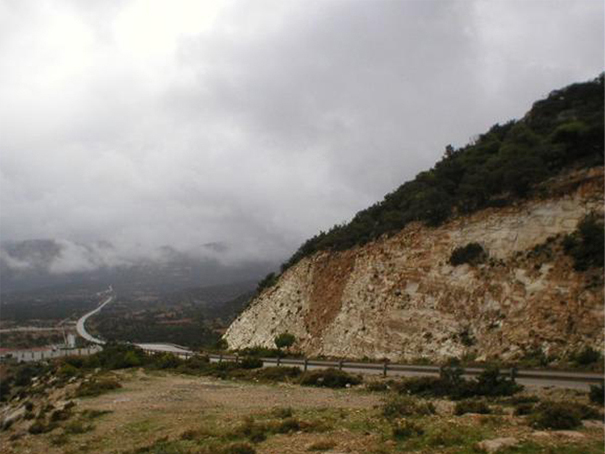
Vue du Djebel Akhdar en Libye près de Benghazi est la région la plus humide de Libye. Les précipitations annuelles moyennes se situent entre 400 et 600 millimètres.

La superficie totale de la Libye est estimée à 1 760 000 km². La superficie cultivable est d'environ 22 000 km², dont 2 390 km² sont consacrés à l'agriculture irriguée, 15 500 km² à l'agriculture pluviale et 140 000 km² à la forêt et aux pâturages. Moins de 2 % des terres sont arables et environ 4 % conviennent au pâturage du bétail. La plupart des terres arables se trouvent dans la région de Djebel Akhdar , près de Benghazi, et dans la plaine de Jifara, près de Tripoli. Les parties les plus élevées du Djebel Akhdar reçoivent 400 à 600 mm de pluie par an, et la zone adjacente, au nord de la plaine de Marj, reçoit 200 à 400 mm. Le centre et l'est de la plaine de Jifara et le Jabal Nafusa reçoivent en moyenne 200 à 400 mm de pluie par an. Le reste de la côte et les régions méridionales ont une moyenne de 100 à 200 mm. La plaine de Jifara possède un aquifère qui permet une irrigation par puits. Entre ces deux zones se trouve une bande de terre de 50 km avec une végétation de broussailles suffisante pour nourrir le bétail. Le désert domine au sud, avec quelques oasis à Koufra, Sabha et Mourzouq.
Des études réalisées dans les années 1970 ont montré qu' environ un tiers de l'ensemble des terres arables restait en jachère et que jusqu'à 45 % des exploitations agricoles avaient une superficie inférieure à 10 hectares. La plupart des exploitations agricoles de la plaine de Jifara étaient irriguées par des puits individuels et des pompes électriques, bien qu'en 1985, seul 1 % environ des terres arables étaient irriguées.
Depuis 1969, le gouvernement Kadhafi s'est beaucoup préoccupé de la réforme agraire. Après la révolution « al-Fatah », les fermes italiennes confisquées (environ 380 km²) ont été redistribuées. L'État a conservé certaines terres confisquées pour des entreprises agricoles publiques, mais dans l'ensemble, le gouvernement n'a pas cherché à éliminer le secteur privé de l'agriculture. En 1971, les terres non cultivées ont été déclarées propriété de l'État. Cette mesure visait les tribus du Jebel Akhdar qui revendiquaient de grandes étendues de terre. En 1977, une autre loi a encore restreint les groupes tribaux, en mettant l'accent sur l'utilisation dans la détermination de la propriété foncière. Depuis 1977, les familles reçoivent suffisamment de terres pour satisfaire leurs besoins personnels. Cette politique a été conçue pour empêcher les grandes exploitations agricoles du secteur privé et mettre fin à l'utilisation des terres « tribales » fertiles pour le pâturage. En partie à cause de ces politiques et du droit de succession islamique, qui stipule que chaque fils reçoit une part égale de la terre à la mort du père, en 1986, les exploitations agricoles avaient tendance à être fragmentées et trop petites pour utiliser l'eau de manière efficace. Cette situation était particulièrement grave dans la plaine de Jifara, qui a été la région agricole la plus productive de Libye.
La baisse des nappes phréatiques causée par l'irrigation excessive constituait une menace écologique à long terme. Le gouvernement l'a reconnu en 1976 et a pris des mesures pour décourager la culture des agrumes et des tomates, qui nécessitent de grandes quantités d'eau. Cependant, les mesures nécessaires pour économiser les ressources en eau côtières c'est-à-dire la réglementation de l'irrigation et la réforme du régime foncier pour le rendre plus efficace en termes d'utilisation de l'eau, étaient en conflit avec le concept d'équité économique de Kadhafi, qui favorisait la culture intensive irriguée de petites parcelles pour l'usage familial. Ainsi, au lieu de réformer les pratiques néfastes, la politique agricole s'est concentrée depuis 1983 sur le pompage de l'eau vers la côte à partir des réserves fossiles du désert dans le cadre du projet GMMR.

### Sols libyens
Les sols et leurs caractéristiques en Libye sont influencés dans une large mesure par la nature et les conditions dans lesquelles ces sols ont été formés. En général, l'aridité est la principale caractéristique de ces sols. La plupart de ces sols sont non développés ou partiellement développés,. Selon la classification des sols des États-Unis, les Aridisols et les Entisols sont les principaux types de sols du pays. Les sols affectés par le sel sont répartis dans la zone côtière sous forme d'Haplocambides saliques, d'Aquisalides typiques, d'Haplosalides typiques, d'Haplocalcides typiques, d'Haplocalcides lithiques et de Torriorthents typiques,,.

## Pêche

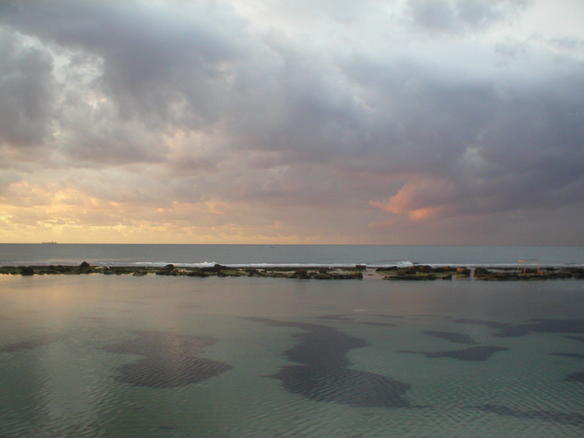
Littoral de Benghazi, la deuxième ville de Libye. Avec le plus long littoral méditerranéen des pays africains, les plages libyennes, pour la plupart intactes, sont un lieu de rencontre social.

Bien que la Libye possède près de 1 800 km de côtes et le deuxième plus grand plateau continental de la Méditerranée, ses eaux ne sont pas particulièrement riches en plancton, nécessaire à la survie des eaux de pêche. En 1977, les prises de pêche de la Libye s'élevaient à 4 803 tonnes et à 6 418 tonnes en 1981. La plupart des flottes étaient situées sur la côte ouest, près de Tripoli. En 1979, le nombre de bateaux de pêche était estimé à 325, dont 13 chalutiers commerciaux et le reste des bateaux de petite et moyenne taille. En 1981, on comptait environ 1 000 à 1 200 pêcheurs professionnels. Le gouvernement a encouragé la pêche et tenté de stimuler la demande. En 1986, un port de pêche a été construit à Zouara et des usines de glace ont été construites sur plusieurs sites côtiers. Des accords de développement conjoint de la pêche ont été signés avec plusieurs pays, dont la Tunisie et l'Espagne.
La pêche des éponges a été monopolisée par les pêcheurs grecs. Un pourcentage infime de la récolte était obtenu par des Libyens utilisant de petites embarcations et du matériel de plongée sous-marine dans les eaux peu profondes du littoral. En 1977, le gouvernement a établi des fermes piscicoles d'eau douce dans plusieurs sites côtiers. En 1997, les faibles captures annuelles de 34 500 tonnes démontrent que la pêche libyenne est encore sous-développée. La faiblesse des investissements dans les bateaux de pêche, les ports et les installations de transformation constitue un obstacle majeur à la croissance. Le pays dispose d'un grand port de pêche (Zliten), d'une usine de thon et de deux usines de sardines avec de petites capacités de transformation (1 000 tonnes par an chacune). La Libye prévoit de construire 24 ports de pêche en plus de celui en cours de construction à Marsa Zuaga. Avec une base d'emplois productifs primaires et secondaires d'environ 12 000 personnes en 2006, le secteur national de la pêche ne représente qu'une petite fraction environ 1 % de la main-d'œuvre totale. Sa contribution estimée au PIB agricole est négligeable, de l'ordre de 10 %.

## Sylviculture
La Libye ne dispose pas de forêts à des fins commerciales. Bien que le gouvernement ait désigné plus de 624 km² comme bois ou forêt, ces terres sont couvertes de broussailles et de végétation mineure. Dans les années 1960, le gouvernement a lancé un programme de boisement. En 1977, on estimait à 213 millions le nombre de plants plantés, dont 33 millions d'arbres fruitiers. La majeure partie du reboisement a eu lieu dans l'ouest de la Libye. Lors du reboisement, les scientifiques ont expérimenté un spray pétrochimique suffisamment poreux pour permettre à la pluie de s'infiltrer, mais suffisamment solide pour empêcher les semis d'être emportés par le vent lors des tempêtes de sable. Les objectifs du programme de plantation comprenaient la croissance d'un nombre suffisant d'arbres pour répondre aux besoins nationaux en bois d'œuvre, la conservation et la remise en état des sols, et la création de brise-vent pour les cultures et les établissements humains.